# Путумайо (река)
Путума́йо (исп. Putumayo; на территории Бразилии — Иса́, порт. Içá) — река в Южной Америке, левый приток Амазонки.

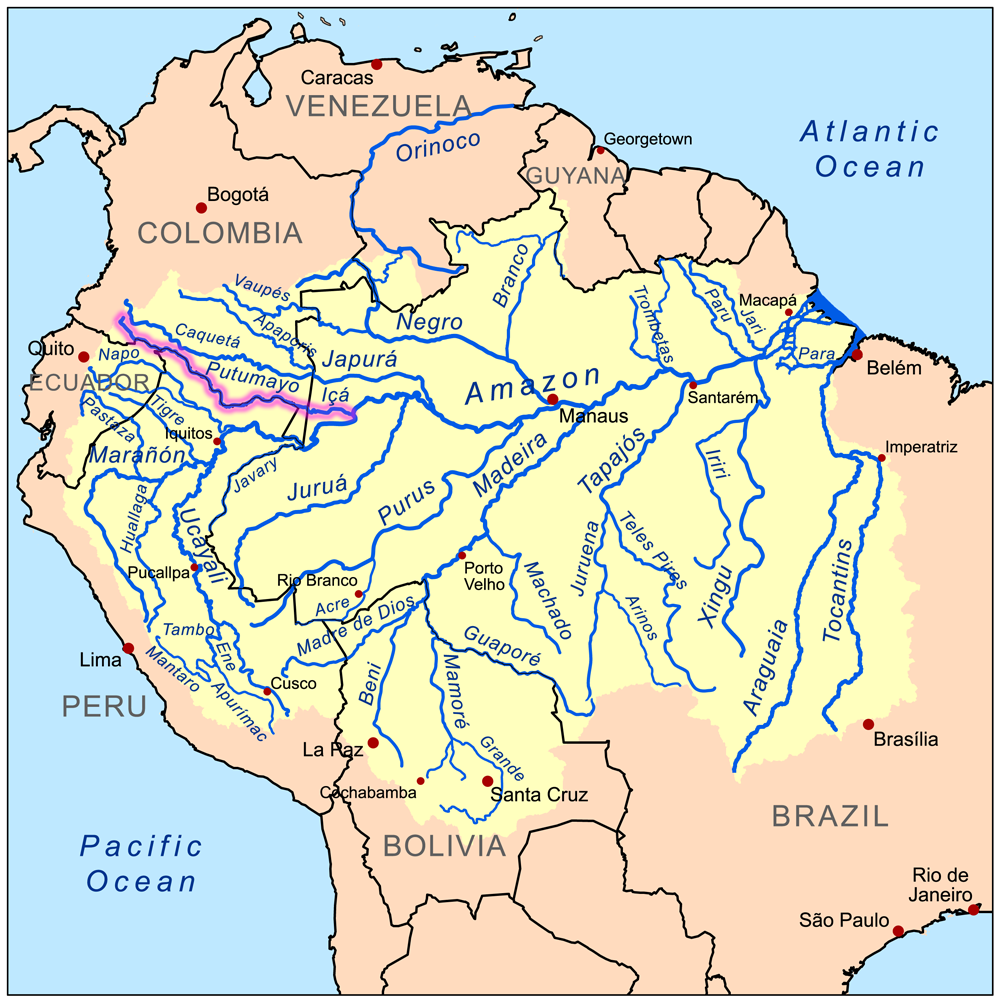

В основном находится в северо-западной части Бразилии, в верхнем течении протекает по территории Колумбии, Перу и Эквадора. Длина реки составляет 1610 км. Площадь бассейна 123 000 км². Среднегодовой расход воды 7 050 м³/с. Течёт с северо-запада на юго-восток.
Период высокой воды длится с октября до апреля — мая.
По реке проходит Перуанско-колумбийская граница.